# Ceratoscopa fusca
Ceratoscopa fusca är en fjärilsart som beskrevs av George Francis Hampson. Ceratoscopa fusca ingår i släktet Ceratoscopa och familjen nattflyn. Inga underarter finns listade i Catalogue of Life.